# Estrangulamiento de posiciones cortas

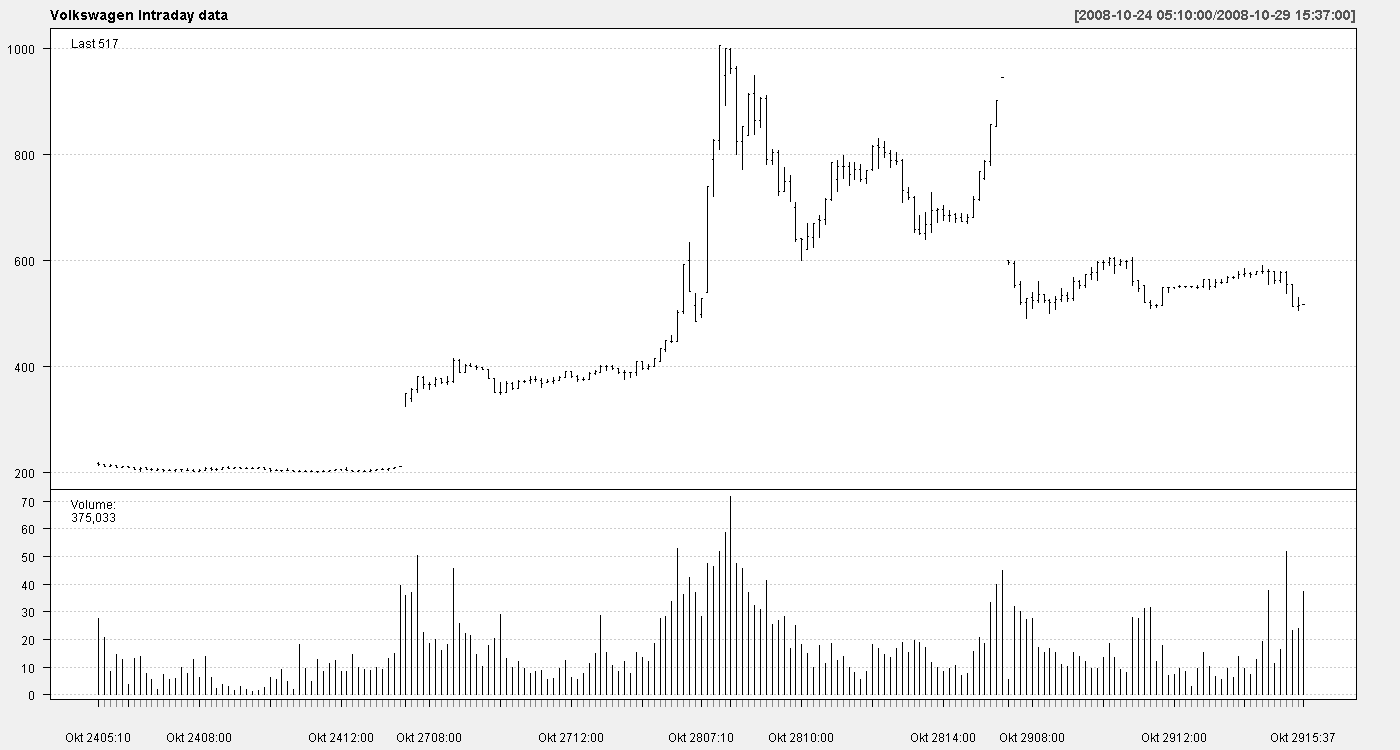
Precios intradía de alta frecuencia de las acciones de Volkswagen (VW) en octubre de 2008

En el mercado de valores, un estrangulamiento de posiciones cortas, también conocido como contracción breve, contracción corta, o por su nombre en inglés, short squeeze, es un rápido aumento en el precio de una acción debido principalmente a factores técnicos en el mercado más que a los fundamentos subyacentes. Un estrangulamiento de posiciones cortas puede producirse cuando hay una falta y un exceso de oferta y demanda de las acciones, respectivamente, debido a que los vendedores en corto cubren (liquidan) sus posiciones.

## Visión general
Los estrangulamientos de posiciones cortas se producen cuando los vendedores de posiciones en corto de una acción se mueven para cubrir sus posiciones, comprando grandes volúmenes de acciones en relación con el volumen del mercado. Dado que cubrir sus posiciones implica comprar acciones, el estrangulamiento de posiciones cortas provoca un aumento adicional en el precio de la acción. Este precio recientemente aumentado puede, a su vez, desencadenar llamadas al margen adicionales y coberturas breves, lo que a su vez puede hacer que el precio suba aún más en un círculo vicioso de retroalimentación. Los estrangulamientos de posiciones cortas tienden a ocurrir en acciones que tienen tasas de préstamo caras. Estas costosas tasas de préstamos pueden aumentar la presión sobre los vendedores en corto para cubrir sus posiciones, lo que aumenta aún más la naturaleza reflexiva de este fenómeno.
La compra por parte de vendedores en corto puede ocurrir si el precio ha aumentado hasta un punto en el que los cortos reciben llamadas de margen que no pueden (o eligen no) cumplir, lo que los obliga a comprar acciones para devolverlas a los propietarios a quienes (a través de un corredor) habían pedido prestado. la acción en el establecimiento de su posición. Esta compra puede realizarse automáticamente, por ejemplo, si los vendedores en corto habían realizado previamente órdenes de stop-loss con sus corredores para prepararse para esta posibilidad. Alternativamente, los vendedores en corto que simplemente decidan reducir sus pérdidas y salir (en lugar de carecer de fondos colaterales para cumplir con su margen) pueden causar un estrangulamiento. Los estrangulamientos de posiciones cortas también pueden ocurrir cuando la demanda de los vendedores en corto supera la oferta de acciones para pedir prestado, lo que da como resultado el fracaso de las solicitudes de préstamos de los principales corredores. Esto sucede a menudo con empresas que están a punto de declararse en quiebra.
Es más probable que se produzcan estrangulamientos de posiciones cortas en acciones con un pequeño número de acciones negociadas, a menudo acciones con pequeña capitalización de mercado y pequeño capital flotante. Sin embargo, los estrangulamientos pueden involucrar grandes existencias y miles de millones de dólares. Los estrangulamiento de posiciones cortas también pueden ocurrir cuando un gran porcentaje de la flotación de una acción es corta y cuando una gran parte de la acción está en manos de personas que no están tentadas a vender.
Lo contrario de un estrangulamiento de posiciones cortas es el menos común estrangulamiento de posiciones largas. También puede producirse un estrangulamiento con los contratos de futuros.

## Ejemplos
En octubre de 2008, un estrangulamiento de posiciones cortas llevó temporalmente las acciones de Volkswagen en el Xetra DAX de 210,85 € a más de 1000 € en menos de dos días, convirtiéndola brevemente en la empresa más valiosa del mundo.
En noviembre de 2015, Martin Shkreli, un gestor de fondos, orquestó un violento estrangulamiento de posiciones cortas en la empresa biotecnológica fallida KaloBios que provocó que el precio de sus acciones subiera un 10 000 % en solo cinco días de negociación. KBIO había sido percibido por los vendedores en corto como un «obvio cero a corto plazo».
En enero de 2021 se produjo un estrangulamiento de posiciones cortas en las acciones de GameStop, causado principalmente por el foro de Reddit r/wallstreetbets. Este estrangulamiento llevó a que el precio de la acción pasara a un máximo histórico intradiario de $483 el 28 de enero de 2021 en la Bolsa de Nueva York.